# Rione Villa
Il Rione Villa è un rione di Napoli, situato nel quartiere di San Giovanni a Teduccio.

## Storia
Fondato ufficialmente nel 1953 su proposta di diversi architetti tra cui Carlo Aymonino, Sergio Lenci, Carlo Melograni, Carlo Chiarini, ed altri, in un progetto architettonico del periodo fascista. Fu costruito per dare casa ai napoletani del dopo guerra. Noto anche per la visita del Presidente della Repubblica Italiana Sergio Mattarella avvenuta il 13 Aprile 2019, dopo un agguato nei pressi della Chiesa di San Giuseppe e Madonna di Lourdes ai danni di un signore che accompagnava il proprio figlio a scuola insieme al padre che morì. Nel rione, inoltre, c'e stata la presenza di più persone tra cui il presidente della camera Roberto Fico ed il cardinale della regione campania Crescenzio Sepe.